# Monterey Park, California
Monterey Park, California là một thành phố tại quận Los Angeles, tiểu bang California, Hoa Kỳ. Thành phố nằm trong Vùng Đại Los Angeles, diện tích là 20,03 km2.  Dân số theo điều tra năm 2005 của Cục điều tra dân số Hoa Kỳ là 62.183 người, dân số theo điều tra năm 2010 là 60.269 người, trong số đó 40.301 (66,9%) người gốc Châu Á (47,7% Trung Quốc, 5,8% Nhật Bản, 4,4% Việt Nam, 1,9% Philippines, 1,3% Hàn Quốc, 0,9% Thái Lan, 0,8% Campuchia, 0,4% Miến Điện, 0,4% Indonesia, 0,3% người Ấn Độ).. Và 60.039 người (99,6% dân số) sống trong các hộ gia đình.